# Alun Jones, Baron Chalfont

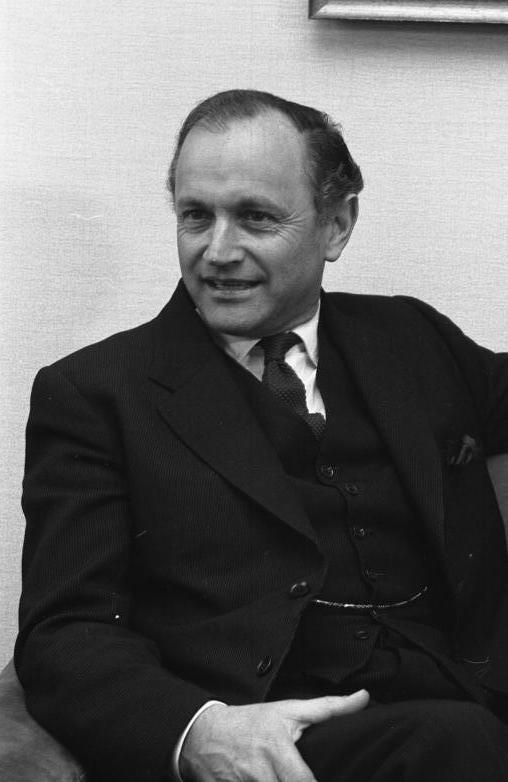
Alun Jones, Baron Chalfont (1966)

Alun Arthur Gwynne Jones, Baron Chalfont, OBE, MC, PC (* 5. Dezember 1919 in Llantarnam, Südwales; † 10. Januar 2020) war ein britischer Politiker (ehemals Labour Party), Journalist und Autor.

## Leben und Karriere
Gwynne Jones war der Sohn von Arthur Gwynne Jones und Eliza Alice Hardman († 1975). Er besuchte die West Monmouth School in Monmouthshire. Später studierte er an der UCL School of Slavonic and East European Studies der University of London.
1939 trat er als Offiziersanwärter in den Militärdienst ein. Von 1940 bis 1961 war er Regional Army Officer bei den South Wales Borderers und diente in Burma, Äthiopien, Zypern, Ägypten und Malaya. Er nahm von 1955 bis 1957 an einem Einsatz in Malaya teil. Von 1958 bis 1959 war er an einem Einsatz auf Zypern beteiligt. 1961 wurde er zum Brevet Lieutenant-Colonel befördert. Er stieg bis zum Rang eines Colonel auf. Auch wurde er zum Übersetzer für Russisch ausgebildet.
Von 1961 bis 1964 war er als Verteidigungs- und Militärkorrespondent der Zeitung The Times tätig; dafür gab er seine militärische Karriere auf. Bei dieser Tätigkeit erwarb er hohes Ansehen. Er kritisierte die Verteidigungspolitik der Conservative Party. Den Sommer 1963 verbrachte er auf Einladung des US-Außenministeriums in den USA. Im Anschluss veröffentlichte er unter dem Titel Das Schwert und der Geist eine Analyse über die US-amerikanische Militärmacht. Im Oktober 1964 wurde er Militärberater des damaligen Oppositionsführers Harold Wilson, dessen künftiges Verteidigungskonzept er ausarbeitete. Zu diesem Zeitpunkt war er parteilos. Insgesamt beriet er drei Parteien. Nach eigener Aussage wäre er genauso glücklich in einer Regierung der Tories oder der Liberalen gewesen; er habe niemals politische Ansichten zum Ausdruck gebracht, die ihn als rechts- oder linksgerichtet charakterisieren könnten.
Jones war Minister im Foreign and Commonwealth Office (FCO) von 1964 bis 1970. Dort war er als „Europaminister“ unter anderem für die Europapolitik des Vereinigten Königreichs zuständig. Von 1969 bis 1970 war er Vertreter Großbritanniens bei der WEU. Bei der Wochenzeitung New Statesman war er von 1970 bis 1971 Auslandsredakteur (Foreign Editor); außerdem schrieb er Kolumnen für die Zeitung The Guardian.
Alun Jones starb im Januar 2020 im Alter von 100 Jahren.

## Karriere in der Wirtschaft
Auch wurde er in der Wirtschaft tätig. Jones war von 1973 bis 1990 Direktor der IBM UK Holdings Ltd bzw. IBM UK Ltd. Er wurde Mitglied des Aufsichtsrates (Board) von Spey Finance; 1974 brach das Unternehmen während der Immobilienkrise zusammen. Bei der Independent Broadcasting Authority (IBA) war er als stellvertretender Vorsitzender (Deputy Chairman) tätig. Von 1981 bis 1990 war er Non-Executive Director von Lazard Brothers und von 1996 bis 2001 bei der The Television Corporation, wo er von 1997 bis 2001 stellvertretender Vorsitzender (Deputy Chairman) war.
Von 1983 bis 1990 war er Präsident der Nottingham Building Society. Jones war von 1985 bis 1995 Direktor von Shandwick plc. Von 1987 bis 1995 war er Vorsitzender (Chairman) von Vickers Shipbuilding and Engineering (VSEL plc), einem Hersteller unter anderem von Kriegsschiffen. Nach Ende des Kalten Krieges begann er VSEL auf Aufgabenbereiche außerhalb der Verteidigung auszurichten, zum Beispiel mit dem Bau von Bohrinseln. 1986 wurde er bei VSEL Mitglied des Vorstandes (Board), verdrängte den Vorstandsvorsitzenden aus dessen Amt und führte es selbst 8 Monate lang aus, bevor Noel Davies zum Nachfolger ernannt wurde. Außerdem war Jones der führende Kopf bei der Modernisierung der dortigen Computersysteme.
Von 1990 bis 1995 war er Vorsitzender (Chairman) bei der The Radio Authority. Von 1994 bis 1999 war er Präsident (Chairman) der Marlborough Stirling Group. Er war als Chairman auch bei der European Atlantic Group aktiv. Er war Mitglied des Executive Committee der Pilgrims Society. Bei der Southern Mining Corporation war er von 1997 bis 1999 ebenfalls Mitglied des Executive Committee.
Bis 1990 war er Präsident des Royal National Institute for Deaf People (RNID). Er war Präsident des UK Committee for the Free World, einer Organisation, die sich gegen kommunistische Propaganda einsetzt. Außerdem war er Direktor der Computer Sciences Corporation (CSC), der IT services group, sowie bei einem kleinen Softwareunternehmen.

## Mitgliedschaft im House of Lords
Am 11. November 1964 wurde er als Baron Chalfont, of Llantarnam in the County of Monmouthshire zum Life Peer ernannt. Diese Ernennung war nötig, da jedes Mitglied der britischen Regierung entweder Mitglied im House of Commons oder im House of Lords sein muss. Jones hatte zuvor nicht dem Parlament angehört; außerdem sollte eine Nachwahl wegen knapper Mehrheitsverhältnisse nicht riskiert werden. Seine Antrittsrede hielt er am 17. Dezember 1964. 1964 wurde er auch Mitglied des Privy Council. Am 22. September 1974 trat er aus der Labour Party aus, nachdem er zuvor in Widerspruch zu ihr, unter anderem mit ihrer Europapolitik, gekommen war. Von da an saß er im Oberhaus als Crossbencher.
Als seine politischen Interessen gab er Verteidigungspolitik und Außenpolitik an. Als Staaten von besonderem Interesse nannte er China und Russland. Er war Präsident der Lords All-Party Defence Group. Jones meldete sich in den 1960er Jahren zu den Themen Verteidigung, Südrhodesien, Vietnam und zur Genfer Abrüstungskonferenz zu Wort. In den 1970er Jahren sprach er zu den indisch-pakistanischen Beziehungen, der Mitgliedschaft Griechenlands in der NATO und den Beziehungen Westeuropas zu den USA. In den 1980er Jahren meldete er sich zum Einmarsch der Sowjetunion in Afghanistan, den Falkland-Inseln, sowie zu politischen Häftlingen in Äthiopien zu Wort. Außerdem äußerte er sich zu beabsichtigten staatlichen Regelungen im Bereich Sport. Jones sprach in den 1990er Jahren zu Verteidigungsfragen, der Anerkennung von ehemaligen Sowjetrepubliken, arabisch-israelischen Verhandlungen und zur Menschenrechtslage in der Türkei. Er meldete sich in den Jahren ab 2000 unter anderem zu den Themen Verteidigungspolitik, der Reform des House of Lords und dem Irak-Krieg 2003 zu Wort.
Er war der dienstälteste Life Peer des House of Lords. Innerhalb des Zeitraums ab der Sitzungsperiode 2001/2002 war er zunächst regelmäßig bei Sitzungen anwesend. Ab 2004/2005 war er nur noch unregelmäßig anwesend. Am 28. April 2004 meldete er sich zum letzten Mal zu Wort. In der Sitzungsperiode 2004/2005 zog er von London nach Oxfordshire.
Ihm wurde am 23. Oktober 2007 ein Leave of Absence gewährt, den er am 9. Juni 2008 beendete. Zuletzt nahm er am 11. Juni 2008 an einer Abstimmung teil, dies war der einzige Tag der Sitzungsperiode, an dem er anwesend war. Ein erneuter Leave of Absence begann ab dem 25. Mai 2010 und endete mit seinem Ausscheiden aus dem House of Lords am 10. November 2015.

## Ehrungen
Jones wurde 1957 mit dem Military Cross ausgezeichnet. 1961 wurde er zum Officer des Order of the British Empire ernannt. Er ist Liveryman der Worshipful Company of Paviors und Fellow der Royal Society of Arts.

## Familie
Er heiratete 1948 Mona Mitchell, die Tochter von Harry Douglas Mitchell, mit der er eine Tochter hat.

## Wirken in der Öffentlichkeit
Im November 1968 besuchte Jones anlässlich der geplanten Veröffentlichung eines Memorandums, des sogenannten „Memorandum of Understanding“ (MOU) über den zukünftigen völkerrechtlichen Status des britischen Überseegebiets, die Falkland-Inseln. Es kam auch zu einem Treffen mit dem damaligen argentinischen Außenminister Nicanor Costa Méndez. Im Ergebnis konnte jedoch keine Übereinkunft erzielt werden.
Jones war der britische Verhandlungsführer bei einer Reihe von Verhandlungen zur Rüstungskontrolle in Genf. Dabei war er unter anderem am Beschluss zum Atomwaffensperrvertrag beteiligt.
Im November 1967 kam es zu Spekulationen, Jones hätte als britischer Europaminister im Zuge der Diskussion um eine Aufnahme Großbritanniens in die EWG für den Fall, dass Deutschland nicht seinen Einfluss auf Frankreich geltend mache, mit einem Rückzug der Rheinarmee, einer völkerrechtlichen Anerkennung der DDR und der Oder-Neiße-Grenze sowie einem Austritts Großbritanniens aus der NATO und einem Truppenabzug aus West-Berlin gedroht. Der offiziellen Darstellung zufolge soll er lediglich auf die Frage von Journalisten die Alternativen zu einer Mitgliedschaft im Falle eines Scheiterns dargestellt haben. Während der Zeit der Beitrittsverhandlungen mietete er sich in Brüssel mit seinem Stab fest ein. Nach der Ablehnung des Beitritts durch Charles de Gaulle kehrte Jones nach London zurück.
Einige Tage vor den Britischen Unterhauswahlen im Februar 1974 äußerte er sich sehr kritisch über den Einfluss von Linken und Gewerkschaftern.
Er rief im März 2001 zur Einberufung eines Untersuchungsausschusses über die Ursachen des Absturzes eines Chinook-Helikopters der Royal Air Force in Schottland beim Mull of Kintyre im Jahre 1994 auf. Zuvor hatte er sich bereits mehrfach zu dem Thema zu Wort gemeldet.

## Veröffentlichungen
- The Sword and the Spirit: An Analysis of American Military Power. The Times, London 1963, OCLC 752961597.
- The Great Commanders. Weidenfeld & Nicolson, 1973. Reihe (er verfasste das Vorwort)
- Clash of Arms: World's Great Land Battles. Weidenfeld & Nicolson, 1976, ISBN 0-297-77236-8. (Vorwort)
- Montgomery of Alamein. Littlehampton Book Services, 1976, ISBN 0-297-77081-0.
- Waterloo – Story of Three Armies. Sidgwick & Jackson, 1979, ISBN 0-283-98235-7.
- 1980's: A Dangerous Decade. Manchester Statistical Society, 1983, ISBN 0-85336-064-2.
- Star Wars – Suicide or Survival. Weidenfeld & Nicolson, 1985, ISBN 0-297-78464-1.
- By God's Will – a portrait of the Sultan of Brunei. Weidenfeld & Nicolson, 1989, ISBN 0-297-79628-3.
- Defence of the Realm. Collins, 1987, ISBN 0-00-217980-6.
- The Shadow of My Hand. Weidenfeld & Nicolson, 2000, ISBN 0-297-81332-3.